# میامی (سمنان)

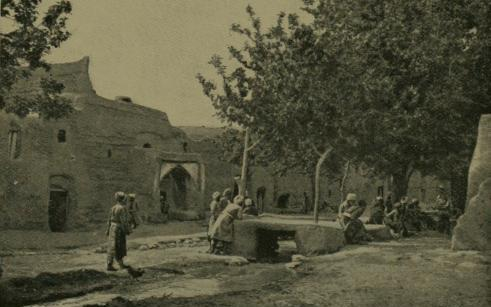
میامی در گذشته

مَیامِی (مَیامَی) مرکز شهرستان میامی و یکی از شهرهای استان سمنان است. این شهر دارای جاذبه‌های گردشگری بسیاری می‌باشد که می‌توان به کاروانسرای  شاه‌عباسی از دوران صفویه و در عمارت، آب‌انبار برجهای فراوان و کلاته‌های دزی و کلاچون و تفرجگاه سه چنار، آب پنفتنی، کوه قبله، کوه سنگ قمارباز، درخت چنار تاریخی، حمام عمومی میامی، مسجد آقایان، کوچه آقایان، منازل فراوان تاریخی چندصدساله میامی را نام برد.
از غذاهای محلی این شهر می‌توان به جوش بره و بغرا اشاره کرد غذای جوش بره از خمیر و سبزی درست می‌شود.

## جمعیت
بر پایه سرشماری عمومی نفوس و مسکن در سال ۱۳۹۵ جمعیت این شهر ۴٬۵۶۶ نفر (۱٬۴۳۱ خانوار) بوده است.

## راه آورد
از سوغات این شهر می‌توان به انگورهای شیرین، نان کاک و نان قتلمه محلی اشاره کرد.